# Junglebogen 2
Junglebogen 2 er en tegnefilm fra The Walt Disney Company, der blev produceret af DisneyToon Studios og udgivet via Walt Disney Pictures og Buena Vista Distribution. Filmen er en efterfølger til Junglebogen fra 1967. Filmen handler om Mowgli i menneskenes landsby, og han savner Baloo. Den havde verdenspremiere i Frankrig den 5. Februar 2003.

## Handling
Mowgli er flyttet til menneskenes landsby, og bor nu sammen med den smukke pige Shanti og hendes familie. Ude i skoven begynder Baloo at savne sin kammerat, og derfor forsøger han at snige sig ind på byen uden at blive opdaget af Baghera og Oberst Hathis elefant-patrulje. En aften smyger tigeren Shere Khan sig ind i byen. Baloo og Mowgli rejser væk fra byen sammen. Shanti og hendes Ranjan optager jagten og forsøger at finde Mowgli. De har det sjovt sammen i skoven, mens Shere Khan strejfer rundt omkring i skoven på udkig efter Mowgli, at hævne sig på ham. 
Efter et stykke tid begynder Mowgli at savne Shanti og hendes familie, så han begynder at lede efter dem. Da de finder hinanden, fører Shanti, Baloo og Mowgli dybere ind i skoven. Så Shanti og Baloo må redde Mowgli, og sikre, at han ikke ender i klørene på Shere Kahn.

## Medvirkende
| Rolle        | Engelsk version   | Dansk version        |
| ------------ | ----------------- | -------------------- |
| Baloo        | John Goodman      | Michael Bundesen     |
| Mowgli       | Haley Joel Osment | Christoffer Skov     |
| Shanti       | Mae Whitman       | Emily Holst White    |
| Ranjan       | Connor Funk       | Jonathan Werner Juel |
| Bagheera     | Bob Joles         | Søren Spanning       |
| Shere Khan   | Tony Jay          | Nis Bank-Mikkelsen   |
| Ranjans far  | John Rhys-Davies  | Morten Staugaard     |
| Kaa          | Jim Cummings      | Paul Hüttel          |
| Oberst Hathi | Jim Cummings      | John Hahn-Petersen   |
| M.C. Abe     | Jim Cummings      | Lasse Lunderskov     |
| Lucky        | Phil Collins      | Anders Matthesen     |

Øvrige
- Allan Hyde
- Daniel Skov
- Donald Andersen
- Helle Henning
- Henrik Koefoed
- Jens Jacob Tychsen
- Johnny Jørgensen
- Julian K.E. Baltzer
- Kirstine Dahlberg
- Maja Iven Ulstrup
- Mette Damm
- Per Spangsberg
- Peter Bom
- Peter Secher Schmidt
- Pia Trøjgaard
- Puk Scharbau
- Sander Abel Paulsen
- Sofie Dalsgaard
- Sofie Stougaard
- Søren Sætter-Lassen
- Thea Iven Ulstrup
- Torben Eskildsen
- Thomas Mørk
- Ulla Holger
- Xenia Lach-Nielsen